# Ратинець
Ратинець (пол. Ratyniec) — село в Польщі, у гміні Ліпсько Ліпського повіту Мазовецького воєводства.
Населення — 58 осіб (2011).
У 1975—1998 роках село належало до Радомського воєводства.

## Демографія
Демографічна структура станом на 31 березня 2011 року:
|          | Загалом | Допрацездатний вік | Працездатний вік | Постпрацездатний вік |
| -------- | ------- | ------------------ | ---------------- | -------------------- |
| Чоловіки | 28      | 5                  | 17               | 6                    |
| Жінки    | 30      | 6                  | 17               | 7                    |
| Разом    | 58      | 11                 | 34               | 13                   |